# U.S. Pro Tennis Championships 1998
Lo U.S. Pro Tennis Championships 1998  è stato un torneo di tennis giocato sul cemento. È stata la 70ª edizione del torneo, che fa parte della categoria International Series nell'ambito dell'ATP Tour 1998. Il torneo si è giocato al Longwood Cricket Club di Boston negli USA, dal 24 al 30 agosto 1998.

## Campioni

### Singolare maschile
Michael Chang ha battuto in finale  Paul Haarhuis con il punteggio di 6–3, 6–4

### Doppio maschile
Jacco Eltingh /  Paul Haarhuis hanno battuto in finale  Chris Haggard /  Jack Waite con il punteggio di 6–3 6–2